# Ранну
Ра́нну (ест. Rannu alevik) — селище в Естонії, у волості Елва повіту Тартумаа.

## Населення
Чисельність населення на 31 грудня 2011 року становила 374 особи.

## Географія
Через населений пункт проходять автошляхи 47 (Санґла — Ринґу) та 22160 (Елва — Ранну).
На захід від села лежить озеро Виртс'ярв, найбільше внутрішнє озеро Естонії.

## Історія
Засноване в XIII столітті. 1470 року замок перейшов у власність родини Тізенгаузен. Широковідомим поселення стало через історію Барбари фон Тізенгаузен. У 1533 році сімейний суд Тізенгаузенів засудив до смертної кари 20-річну Барбару за відносини з писарем сусіднього замку Ринґу, підмайстром Францем Бонніусом.
Під час Лівонської війни росіяни знищили фортецю. Нині в селищі залишився ставок та парк, оточений кам'яною стіною.
До 24 жовтня 2017 року селище входило до складу волості Ранну.

## Пам'ятки
Найдавнішою пам'яткою є надмогильний камінь кінця І — початку ІІ тисячоліття.
У селі є пам'ятка архітектури XV століття — церква святого Мартіна.
У 1899—1901 роках збудована, а 5 травня 1905 р. освячена православна церква на честь входження Ісуса до Єрусалиму. 1961 року церква була зачинена радянською владою, а у її приміщенні розташували колгоспний склад. У 1970-х роках церква була відновлена. Нині церква належить парафії Естонської новоапостольської церкви.
Цвинтарна капличка — з 1880 року.
У 2006 році в парку відкрито пам'ятний камінь на згадку про події 16 січня 1919 року.
27 серпня 1931 р. на кладовищі був відкритий пам'ятник полеглим за незалежність Естонії, зруйнований 1949 року.
Також є скульптура «Мати Ранну», встановлена 1976 року.
У селищі є братська могила загиблих у роки Другої світової війни.
Поблизу Ранну встановлений камінь із написом «Тут нікого немає. Усі депортовані» на згадку про радянську депортацію естонців 1941 року. Напис нанесений у 1981 році письменниками Уставом та Генном Мікельсаарами.

## Видатні постаті
У Ранну народився Тімзе Яан — громадський діяч, засновник музею ветеринарії в Сімферополі, член Ради народних представників Таврійської губернії, консул Естонії в Сімферополі.

## Галерея

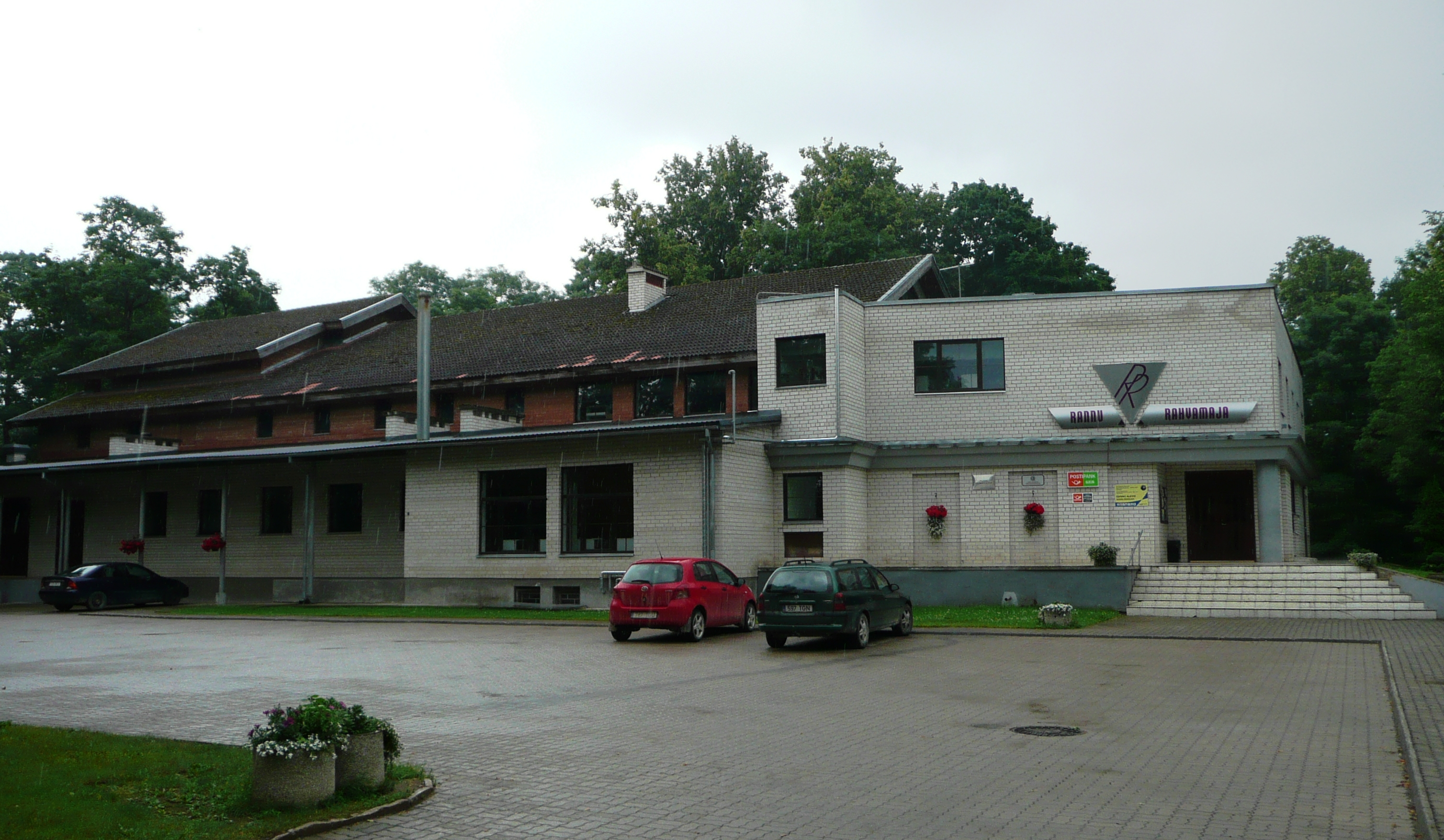
Клуб
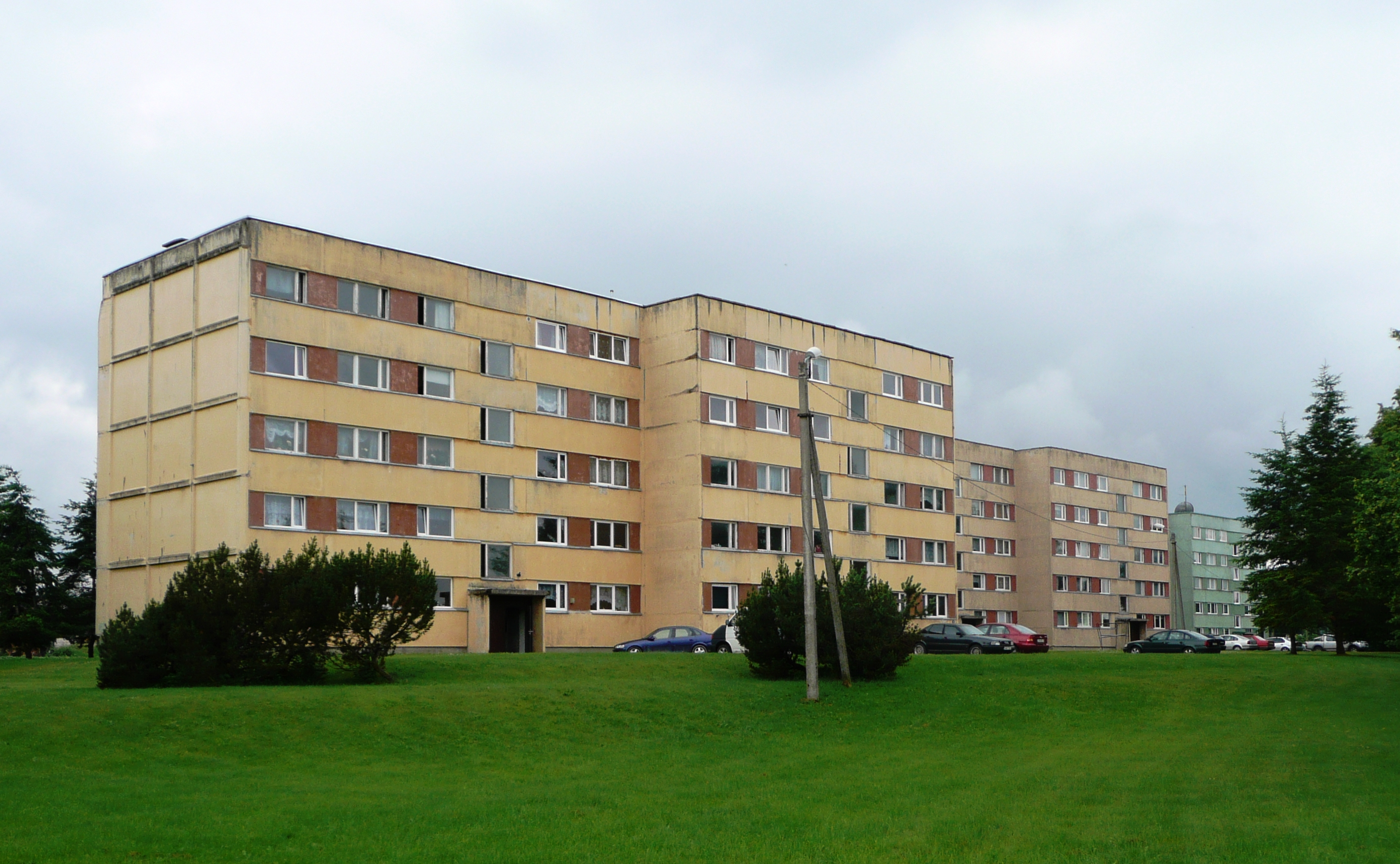
Багатоквартирні будинки
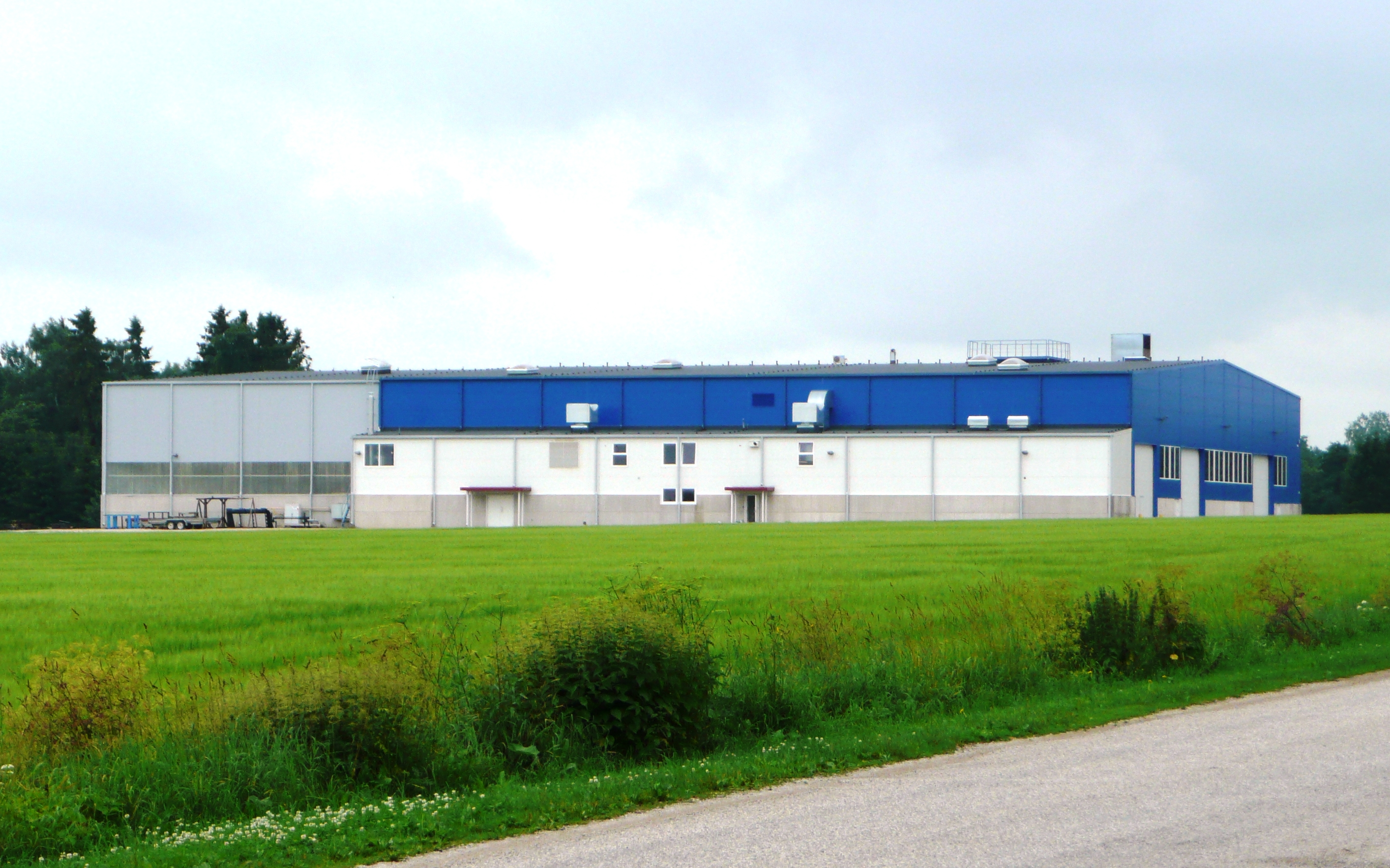
Промислова будівля